# Koninklijke Scheidsrechtersovereenkomst Lier en Omgeving
De Koninklijke Scheidsrechtersovereenkomst Lier en Omgeving (KSOLEO) werd opgericht in 1938. Vanaf de start stonden het bevorderen van de vriendschapsbanden tussen de leden, het rekruteren en opleiden van nieuwe voetbalscheidsrechters, het informeren van de leden over nieuwe spelregels, het uitwisselen van ervaringen en het organiseren van bijeenkomsten, uitstappen en andere activiteiten van ontspannende aard, centraal. Soleo is een scheidsrechtersvriendenkring binnen de structuur van de Koninklijke Belgische Voetbalbond, het heeft stamnummer 4137. 
De leuze ‘Arbitrage is onze passie’ illustreert dat vriendschap en professionele ingesteldheid hand in hand gaan. Nadat de vereniging in 1988 bij de viering van het 50-jarig bestaan de titel van Koninklijke verwierf, werd in 2013 het 75-jarige bestaan van de vereniging gevierd. 
In 2013 ontving het van de stad Lier de sportpersprijs als blijk van waardering voor de jarenlange inzet ten bate van de voetbalsport.

## Voorzitterschap
Sinds het ontstaan in 1938 telt Kon. Soleo slecht 11 voorzitters, met 2 erevoorzitters. In 1995 werd Walter van Peborgh benoemd tot "“Erevoorzitter Kon. Soleo” nadat hij 29 jaar het voorzitterschap op zich had genomen. Een unicum in de scheidsrechterswereld. In 2018 kreeg Marc Leysen de titel “Erevoorzitter Kon. Soleo” nadat hij 12 jaar lang voorzitter was geweest en 21 seizoenen deel uitmaakte van het bestuur.
De huidige voorzitter van Kon. Soleo is Dirk Gilon.
| Periode    | Voornaam + Achternaam | Duur    |  |
| ---------- | --------------------- | ------- |  |
| 2023-heden | Dirk Gilon            | Zittend |  |
| 2021-2023  | Jakub Stefanski       | 2 jaar  |  |
| 2017-2021  | Jordy Van Reeth       | 4 jaar  |  |
| 2005-2017  | Marc Leysen           | 12 jaar |  |
| 1995-2005  | Jan Peeters           | 10 jaar |  |
| 1966-1995  | Walter van Peborgh    | 29 jaar |  |
| 1962-1966  | Raymond Dombrecht     | 4 jaar  |  |
| 1959-1962  | Jules Ceusters        | 3 jaar  |  |
| 1956-1959  | Louis Quayghaegens    | 3 jaar  |  |
| 1941-1956  | Vital Darquennes      | 15 jaar |  |
| 1938-1941  | Fernand Henzen        | 3 jaar  |  |